# ان‌جی‌سی ۵۷۴۶
ان‌جی‌سی ۵۷۴۶ (انگلیسی: NGC 5746) یک کهکشان مارپیچی میله‌ای است که در صورت فلکی دوشیزه قرار دارد.